# Standring Inlet
Das Standring Inlet ist eine 15 km lange und vereiste Bucht an der Oskar-II.-Küste des Grahamlands auf der Antarktischen Halbinsel. Sie ist die östlichste dreier Buchten an der Nordseite der Jason-Halbinsel. 
Der Falkland Islands Dependencies Survey (FIDS) kartierte sie 1953. Das UK Antarctic Place-Names Committee benannte sie 1956 nach Anthony John Standring (1927–vor 2011), Geologe des FIDS auf der Station an der Hope Bay in den Jahren 1953 und 1954, der an der Vermessung der Jason-Halbinsel beteiligt war.